# Monoculodes diamesus
Monoculodes diamesus är en kräftdjursart som beskrevs av Gurjanova 1936. Monoculodes diamesus ingår i släktet Monoculodes och familjen Oedicerotidae. Inga underarter finns listade i Catalogue of Life.